# Keith Flint
Keith Charles Flint (ur. 17 września 1969 w Londynie, zm. 4 marca 2019 w Great Dunmow) – brytyjski muzyk, wokalista zespołu The Prodigy oraz tancerz.

## Życiorys
Urodził się w dzielnicy Londynu, Redbridge jako syn Yvonne i Clive’a Flintów. W latach 70. wraz z rodzicami przeniósł się do Springfield w hrabstwie Essex. Uczęszczał do Boswells School w Chelmsford. Po opuszczeniu szkoły przeprowadził się do Braintree.
Flint początkowo współpracował z zespołem The Prodigy jako tancerz. W 1996 został frontmanem zespołu. Był wokalistą podczas nagrań takich przebojów grupy jak „Firestarter” (1996) i „Breathe” (1996).
13 grudnia 2006 poślubił japońską didżejkę, Mayumi Kai.
4 marca 2019 został znaleziony martwy w swoim domu w Great Dunmow, w hrabstwie Essex. Jego kolega z zespołu Liam Howlett ujawnił w udostępnionym w serwisie społecznościowym poście, że przyczyną zgonu było samobójstwo. Jednak oficjalne dochodzenie koronera zakończyło się bez definitywnej konkluzji co do okoliczności śmierci; wprawdzie wykluczono udział osób trzecich i uznano samobójstwo za prawdopodobne, ale nie wykluczono, że mogło dojść do nieszczęśliwego wypadku. Został znaleziony powieszony, w chwili śmierci był pod wpływem narkotyków.

## Dyskografia
- 2003: Flint – Device 1[13] (planowany, debiutancki album, który ostatecznie się nie ukazał[14])
- 2012: Caspa feat. Keith Flint – War[15]